# Lijst van voetbalinterlands België - Verenigde Staten (vrouwen)
Deze lijst van voetbalinterlands is een overzicht van alle officiële voetbalinterlands tussen de nationale vrouwenteams van België en de Verenigde Staten. De landen hebben tot nu toe één keer tegen elkaar gespeeld.

## Wedstrijden
| № | Plaats      | Datum        | Competitie        | Wedstrijd                 | Uitslag |
| - | ----------- | ------------ | ----------------- | ------------------------- | ------- |
| 1 | Los Angeles | 7 april 2019 | Vriendschappelijk | Verenigde Staten − België | 6 − 0   |

## Samenvatting
| Competitie      | Totaal gespeeld | Winst België | Gelijk | Winst Verenigde Staten | Doelsaldo België – Verenigde Staten |
| --------------- | --------------- | ------------ | ------ | ---------------------- | ----------------------------------- |
| EK-kwalificatie | 1               | 0            | 0      | 1                      | 0 − 6                               |
| Totaal          | 1               | 0            | 0      | 1                      | 0 − 6                               |